# Suite no 4 de Tchaïkovski
La Suite no 4 en sol majeur, sous-titrée « Mozartiana » (en russe : Моцартиана ; en orthographe précédant la réforme de 1917-1918 : Моцартіана), op. 61, de Piotr Ilitch Tchaïkovski est une œuvre pour orchestre composée en 1887 à Bordjomi (Géorgie).

## Structure
1. Gigue. Allegro, en sol majeur
2. Menuet. Moderato, en ré majeur
3. Preghiera. Andante non tanto, en si bémol majeur
4. Tema con variazioni. Allegro giusto

## Analyse
- Le thème de la Gigue est tiré de la Gigue en sol majeur pour piano, K. 574.
- Le thème du Menuet est tiré du Menuet pour piano, K. 355.
- Le thème de la Preghiera est tiré de la transcription par Franz Liszt de l'Ave verum corpus, K. 618.
- Le thème du quatrième mouvement est tiré des Dix variations en sol majeur sur « Unser dummer Pöbel meint », variations utilisant l'air « Unser dummer Pöbel meint », de l'opéra-comique de Gluck La Rencontre imprévue.

## Orchestration
| Instrumentation de Suite no 4                                                 |
| Bois                                                                          |
| 2 flûtes, 2 hautbois, 2 clarinettes (en la, si bémol et ut), 2 bassons        |
| Cuivres                                                                       |
| 4 cors (en fa), 2 trompettes (en si bémol)                                    |
| Percussions                                                                   |
| timbales, cymbales, glockenspiel                                              |
| Cordes                                                                        |
| 1 harpe, premiers violons, seconds violons, altos, violoncelles, contrebasses |